# Cookin’ on 3 Burners
Cookin’ on 3 Burners ist ein australisches Soul- und Funk-Trio aus Melbourne. Der Band gelang 2016 der Durchbruch mit dem Lied This Girl. Das zu diesem Zeitpunkt sieben Jahre alte Lied wurde von dem französischen Deep-House-DJ Kungs geremixt und erreichte Platz 1 in Frankreich und Deutschland.

## Bandgeschichte
Cookin’ on 3 Burners wurde 1997 von Jake Mason (Hammond-Orgel), Dan West (Gitarre) und Ivan Khatchoyan (Schlagzeug) gegründet. Die Hammond-lastige Soulmusik des Trios orientierte sich von Beginn an der Musik der 1960er/1970er. 2002 erschien ihre erste 7" Gravel Rash/Pie Warmer auf dem Label Bamboo Shack. Erst 2007 folgte das Debütalbum Baked, Broiled & Fried auf dem britischen Label Freestyle Records. 2009 gelang ihnen mit dem Lied This Girl ein kleiner Hit in den britischen iTunes-R&B-Charts.
Es folgten zwei weitere Alben sowie ein Livealbum über das britische Label. 2016 remixte der französische House-DJ Kungs das Lied This Girl, das sich zu einem Sommerhit entwickelte und in vielen Ländern Chartplatzierungen erreichte, darunter Platz 1 in Deutschland und Frankreich.

## Stil
Das Trio spielt einen Mix aus Soul, Funk und Jazz, der sich an der Musik der 1960er/1970er Jahre orientiert. Für Alben und Liveauftritte greift die Band auf viele verschiedene Gastsänger und -musiker zurück, darunter Daniel Merriweather, Tex Perkins, Kylie Auldist, Harry James Angus von Cat Empire sowie Jason Heerah von Electric Empire. Die Band trat unter anderem mit Quantic, Alice Russell, Sharon Jones & the Dap Kings und Fat Freddy’s Drop auf.

## Diskografie

### Alben
- 2007: Baked, Broiled & Fried (Freestyle Records)
- 2009: Soul Messin’ (Freestyle Records)
- 2009: Brunswick St. Breakdown Live (Freestyle Records)
- 2014: Blind Bet (Freestyle Records)
- 2017: Lab Experiments Vol. 1 (Soul Messin’ Records)
- 2018: Lab Experiments Vol. 2 (Cookin’ On 3 Burners Records)

### Singles
- 2002: Gravel Rash (7", Bamboo Shack)
- 2006: Cressy St. Breakdown (7", Knowfoowl Music)
- 2006: Keb’s Bucket (7", Freestyle Records)
- 2007: Cook It (7", Freestyle Records)
- 2009: This Girl (feat. Kylie Auldist, 7", Freestyle Records)
- 2014: Mind Made Up/Losin’ Streak (feat. Kylie Auldist, 7", Freestyle Records)
- 2015: The Writing’s on the Wall (7", Soul Messin’ Records)
- 2016: Cars (7", Freestyle Records)
- 2016: This Girl (feat. Kylie Auldist, 7", Freestyle Records)
- 2016: This Girl (vs. Kungs, CD, Universal Music)
- 2016: Mind Made Up (feat. Kylie Auldist vs. Lenno, download, Universal Music)
- 2017: Real Life Baby (feat. Emi, 7", Soul Messin’ Records)
- 2018: Warning (feat. Kaiit, 7", Cookin’ On 3 Burners Records)
- 2019: Force of Nature (mit Henri Purnell & Revelries, 7", Cookin’ On 3 Burners Records)